# 尼古拉·克里奇
尼古拉·亚历山德罗维奇·格里契（俄语：Николай Александрович Клич，1895年12月4日（17日）—1941年10月16日）苏联中将，苏联炮兵部队军官。1941年苏德战争爆发，西部方面军在比亚韦斯托克-明斯克战役遭到毁灭性打击，总司令德米特里·格里戈里耶维奇·巴甫洛夫被解除职务、逮捕，并被控以叛国与失职。1941年遭到牵连被判处死刑。